# Rombies-et-Marchipont
Rombies-et-Marchipont é uma comuna francesa na região administrativa de Altos da França, no departamento do Norte. Estende-se por uma área de 4.81 km². Em 2010 a comuna tinha 763 habitantes (densidade: 158,6 hab./km²).